# فينيسيوس أوليفيرا
فينيسيوس أوليفيرا (بالإنجليزية: Vinicius Oliveira؛ مواليد 30 نوفمبر 1995) هو مُقاتل فنون قتالية مختلطة برازيلي يُنافس في يو إف سي. في فئة وزن الديك. اعتبارًا من 22 يوليو 2025، احتل المركز 13 في تصنيفات يو إف سي لوزن الديك.

## وصلات خارجية
لا توجد روابط لمواقع التواصل الاجتماعي.

- فينيسيوس أوليفيرا على موقع يو إف سي (الإنجليزية)
- فينيسيوس أوليفيرا على موقع شيردوغ (الإنجليزية)
- فينيسيوس أوليفيرا على موقع Tapology.com (الإنجليزية)